# Бабій Олександр Миколайович
Олекса́ндр Микола́йович Бабій (нар. 9 липня 1968, Ташкент) — український футболіст, захисник.
Насамперед відомий виступами за клуби «Шахтар» (Донецьк) та «Зеніт».

## Ігрова кар'єра
Народився в Ташкенті, через рік разом з батьками повернувся в їхній рідній Хмельницький. Там почав займатися футболом у дитячо-юнацькій школі № 1 у тренера Володимира Сергійовича Козеренка, після чого потрапив до місцевого клубу «Поділля», але за основну команду не грав.
У дорослому футболі дебютував на початку 1991 року виступами за шепетівський «Темп». В тому ж році Бабій допоміг команді виграти Кубок УРСР, що дозволило команді наступного року виступати у новоствореній Вищій лізі України 1992 року. 6 березня Бабій дебютував у Вищій лізі в матчі проти миколаївського «Евіса».
Влітку 1992 року, коли «Темп» займав останнє місце і втратив шанси на порятунок, Бабій, провівши 10 матчів за клуб, перейшов у тернопільську «Ниву», в якій до кінця сезону зіграв 4 гри і забив один гол, допомігши команді здобути 4 місце в групі Б. Наступного сезону Бабій став основним гравцем команди, зігравши в усіх 30 матчах чемпіонату.
У січні 1994 року перейшов у першолігову алчевську «Сталь», але вже влітку того ж року підписав контракт з віце-чемпіоном країни донецьким «Шахтарем». Провівши один сезон, в якому Бабій допоміг «гірнякам» виграти кубок України, Олександр наступні півтора року виступав за запорізькі «Торпедо» та «Металург».
На початку 1997 року знову повернувся в «Шахтар», з яким того сезону став срібним призером чемпіонату і володарем кубка країни, але вже через рік, у січні 1998 року поїхав за кордон у російський «Зеніт», з яким в тому ж сезоні став володарем кубка Росії. Всього за пітерців провів два сезони, після чого недовго виступав за аматорський клуб «Шахта „Україна“», а в липні 2000 року знову повернувся в «Сталь», яка цього разу вже грала в Вищій лізі.
Завершив професійну ігрову кар'єру в нижчолігових російських клубах «Локомотив» (НН) та «Арсенал» (Тула).
Після цього час від часу виступав за аматорські клуби: так, у 2003—2004 роках грав у «Південьсталі» (Єнакієве) в кубку України серед аматорів, а 2008 року в клубі «Донбас-Крим» в тому ж турнірі. Крім того, Бабій у складі «Шахтаря» двічі ставав володарем кубка України серед ветеранів.

## Досягнення
- Володар Кубка УРСР: 1991
- Володар кубка України (2): 1994-95, 1996-97
- Володар Кубка Росії: 1998–99